# Pak Chung-il
Pak Chung-il (박중일?, 朴重一?; 3 gennaio 1987) è un ex calciatore nordcoreano, di ruolo centrocampista.